# 小山伸 (小惑星)
小山伸(4498 Shinkoyama)は、1989年1月5日に関勉が高知県芸西村で発見した小惑星である。日本人の天文学者である小山伸にちなんで命名された。